# Katti Lanner
Pour les articles homonymes, voir Lanner.
Katharina Josepha Lanner, dite Katti Lanner (née le 14 septembre 1829 à Vienne, morte le 15 novembre 1908 à Londres) est une danseuse et maîtresse de ballet autrichienne.

## Biographie
Katharina est la fille du compositeur Joseph Lanner et de son épouse Franziska Jahns. Elle est élève du Wiener Hofoper et débute en 1845 au Theater am Kärntnertor dans Angelica d'Antonio Guerra. En 1847, elle a son premier succès dans le rôle de Fenella dans La Muette de Portici.
Après la mort de sa mère en 1855, Katharina Lanner décide de quitter Vienne. Elle a un triomphe dans le rôle-titre de Giselle à Berlin, alors qu'elle était Myrtha en 1852. Le théâtre de Hambourg l'engage comme danseuse et maîtresse de ballet. Elle signe la chorégraphie d'une dizaine de ballets.
Après quatre ans, elle quitte Hambourg et fait une tournée en Scandinavie et en Russie puis à Bordeaux et Lisbonne. En 1872, elle vient à New York, où elle fonde un ballet d'enfants l'année suivante. En 1875, elle s'installe à Londres et crée en 1876 la National Training School of Dancing. Ses tournées l'amènent en Belgique, à Baden-Baden, Paris, Copenhague et à nouveau l'Amérique. À Londres, elle dirige les productions des ballets du théâtre de Drury Lane. Après l'ouverture du Empire Theatre à Leicester Square, elle devient maîtresse de ballet en 1887. En dix ans, elle chorégraphie 33 ballets et fait de Londres une ville importante de la danse en invitant Adeline Genée.
Katti Lanner épouse en 1868 le danseur Johann Baptist Alfred Karl Viktor Geraldini dont elle divorce.

## Source de la traduction
- (de) Cet article est partiellement ou en totalité issu de l’article de Wikipédia en allemand intitulé « Katharina Lanner » (voir la liste des auteurs).